# Алі (султан Газні)
Алі I (*д/н — 1050) — володар газневідського султанату в 1049—1050 роках. Повне ім'я баха аль-Даула Абул-Хасан Алі ібн Масуд.

## Життєпис
Походив з династії Газневідів. Другий син султана Масуда I. Про дату народження нічого невідомо. За часів панування брата Маудуді не брав участі у державних справах. Наприкінці січня або в лютому 1049 року після повалення свого небожа Масуда II стає султаном. Втім, фактична влада перебувала у візира Абд ал-Раззака. У січні 1050 року султана Алі було повалено й замінено його стрийком Абд ар-Рашидом I.
Колишнього султана запроторено до фортеці й незабаром страчено.